# Međunarodna zračna luka Kazanj
Međunarodna zračna luka Kazanj smještena je 25 km jugoistočno od Kazanja, u Republici Tatarstan, u Rusiji.
U razdoblju od siječnja do lipnja 2010. godine kroz zračnu luku Kazanj prošlo je 404,051 putnika, 52% više nego u istom razdoblju 2009. Povećanje je bilo zbog veće učestalosti domaćih zakazanih letova i povećanja broja čartera iz Kazanja.
Dana, 15. prosinca 2012. godine otvoren je novi Terminal 1A Međunarodne zračne luke Kazanj s četiri ukrcajna mosta, koji značajno povećavaju tranzitni kapacitet ove zračne luke. Željeznička postaja povezuje zračnu luku sa središtem Kazanja.
Zračna luka Kazanj ima dvije aktivne piste u radu: 3750 x 60 x 45 m i 3720 m, od betona koje mogu primiti zrakoplove svake širine kao što su: Antonov An-225, Antonov An-124 ili Boeing 747. 
Zračna luka je opremljena s 30 parkirnih mjesta za zrakoplove. Kapacitet zračne luke omogućava slijetanje i polijetanje svakih 7 minuta u svim vremenskim uvjetima.